# L'École de l'amour
Pour plus de détails, voir Fiche technique et Distribution.
L'École de l'amour (titre original : Mein erster Freund, Mutter und ich) est un téléfilm allemand réalisé par Annette Ernst diffusé en 2003.

## Synopsis
Nicole, 16 ans, qui a l'air plutôt discrète avec ses vêtements à l'ancienne et ses lunettes à monture en corne, est une fille intelligente et brillante. Mais jusqu'à présent aucun garçon n'a découvert cette facette de Nicole. Nicole rencontre Daniel Winter lors d'une fête et tombe amoureuse pour la première fois. Heureusement pour elle, il est également nouveau dans sa classe car il a dû changer d'école à cause de son ex-petite amie.
Daniel, qui n'est pas une grosse tête à l'école et qui est terrifié par les examens, accepte avec gratitude l'offre de tutorat de Nicole après un moment d'hésitation. Déjà au premier cours, il y a un baiser entre les deux, qui est brusquement interrompu par la mère de Nicole, Sonja Maibach. Mais leur bonheur continu semble également être en danger. D'un côté, il y a la mère de Nicole, qui depuis que le père de Nicole et son ex-mari Sven l'a trompée avec une autre femme, se méfie plus que du sexe opposé. Elle dirige une agence de test de fidélité appelée In Flagranti et, bien sûr, se fait immédiatement un devoir d'espionner Daniel, après avoir prédit à Nicole qu'il mentirait ou la tromperait tôt ou tard. Le père Sven, quant à lui, la soutient, bien sûr pour pouvoir anéantir son ex-femme. Il dirige sans succès une agence de rencontres pour personnes âgées.
La mère de Nicole a immédiatement invité Daniel à dîner le premier soir pour qu'elle puisse l'écouter et lui révéler des embarras à propos de Nicole. Daniel, qui a jusqu'à présent échoué au test du permis de conduire en raison de son anxiété au test, prétend être en possession du permis de conduire par désespoir. Quand Daniel manque de renverser Nicole lors d'un autre examen de conduite, la méfiance de Nicole à l'égard de Daniel augmente. Daniel, incité par Sven, s'excuse avec un énorme bouquet de roses à Nicole, mais doit endurer les coups avec le cintre de Sonja, car elle pense que l'intrus est un cambrioleur. Pour aggraver les choses, Sonja met sa collègue Leslie derrière Daniel après l'avoir vu avec son ex-petite amie Mandy. Puisque l'enregistrement vidéo de la rencontre avec Leslie est exagéré au point crucial, Nicole pense que Daniel l'aurait trompée. Les deux avaient prévu leur première fois dans son appartement en l'absence du père de Nicole. Mais Sven a fait boire Daniel, de sorte que quand Nicole arrive à l'appartement en colère et déçue à cause de Leslie, Daniel est ivre. Nicole quitte l'appartement encore plus en colère et ne veut plus rien avoir à faire avec Daniel. Elle cherche la consolation de Caro, sa meilleure amie. Mais elle aussi a des sentiments pour Nicole et l'embrasse.
La petite sœur de Nicole, Jule, a également des problèmes après avoir entendu son père dire qu'elle était un accident. Alors elle s'enfuit au cirque et les parents s'accusent à nouveau. À l'école, Daniel doit maintenant passer son examen de biologie, pour lequel il travaillait auparavant avec Nicole. Il parle du comportement de la cour des paons et le transfère dans sa relation avec Nicole de telle manière qu'elle lui pardonne après son exposé. Les deux montent ensemble dans un clocher, où ils vivent leur première fois ensemble. Le lendemain, c'est l'anniversaire de Daniel et Nicole veut le surprendre dans la serre de cactus de son père. Mais quand elle entre dans la serre et montre avec son panier de pique-nique dans Sir Henry, un vieux minibus Mercedes que Daniel a hérité de son grand-père, elle retrouve Mandy, l'ex-petite amie de Daniel, qui se faisait auparavant passer pour sa cousine devant Nicole, à moitié nue. Nicole s'enfuit en colère, souhaitant qu'hier ne soit jamais arrivé. Encore une fois, les deux ne se disent pas un mot, même pas quand Daniel a réussi le transfert grâce à son discours de paon. La mère de Nicole, qui a depuis découvert que Daniel avait rejeté Leslie et était le premier des 417 hommes à rester fidèle, veut s'excuser auprès de Nicole et lui donne sa bénédiction sur la relation. Elle colle également la photo des deux déchirées par Nicole en signe de réparation. Au départ, Nicole ne veut rien entendre de Daniel. Mais Caro est capable de résoudre ce problème après avoir rattrapé Nicole après sa tentative d'attaque infructueuse. Elle encourage Nicole et prouve que rien ne se passe entre Daniel et Mandy en embrassant Mandy devant la classe de l'école rassemblée.
Nicole attrape son vélo et court après Daniel, qui est maintenant en route pour l'Espagne pour faire du kite. Avec beaucoup de difficulté, elle parvient à sauter dans le minibus avec lui, et les deux voyagent joyeusement en Espagne ensemble.
La relation entre les parents de Nicole, Sonja et Sven, semble également avoir une fin heureuse. Alors que l'ancien cabriolet de Sven, dans lequel Jule a été conçu, doit être mis au rebut, les deux se retrouvent. Sonja abandonne son agence de test de fidélité et rejoint l'agence de rencontres senior de Sven.

## Fiche technique
- Titre : L'École de l'amour
- Titre original : Mein erster Freund, Mutter und ich
- Réalisation : Annette Ernst
- Scénario : Axel Staeck
- Musique : Oliver Biehler (de)
- Direction artistique : Anne Schlaich
- Costumes : Bettina Marx
- Photographie : Sebastian Edschmid
- Son : Steffen Graubaum
- Montage : Brigitta Tauchner
- Production : Stefan Raiser, Felix Zackor
- Société de production : Dreamtool Entertainment
- Société de distribution : Beta Film
- Pays d'origine :  Allemagne
- Langue : allemand
- Format : Couleur - Dolby Digital
- Genre : Romantique
- Durée : 90 minutes
- Dates de première diffusion :
  -  Allemagne : 23 octobre 2003 sur ProSieben.
  -  France : 9 février 2005 sur M6[2].

## Distribution
- Jasmin Schwiers : Nicole Maibach
- Florian Jahr (de) : Daniel Winter
- Andrea Sawatzki : Sonja Maibach
- Herbert Knaup : Sven Maibach
- Karoline Schuch : Caro
- Julia Dietze : Mandy
- Julia Eggert : Jule Maiwald
- Nadine Germann (de) : Leslie
- Matthias Gärtling : Fahrprüfer
- Torsten Hoffmann : Wasserträger
- Doris Kunstmann : Martha
- Joseph M'Barek (de) : Freddy
- Philipp Sonntag (de) : Johann Stotterbecker
- Georg Alfred Wittner (de) : Le mari infidèle

## Récompenses et nominations
- Bayerischer Fernsehpreis (de) 2004 : Meilleur scénario pour Axel Staeck[3].
- Prix de la télévision allemande (de) 2004 : Meilleure musique pour Oliver Biehler, Meilleurs décors, scénographie et/ou costumes  pour Anne Schlaich et Bettina Marx[3].
- Prix Adolf-Grimme 2004 : Nomination dans la catégorie Meilleur film.

## Source de la traduction
- (de) Cet article est partiellement ou en totalité issu de l’article de Wikipédia en allemand intitulé « Mein erster Freund, Mutter und ich » (voir la liste des auteurs).